# Мінь Манг
Мінь Манг (в'єт. Minh Mạng Помилка: {{МФА}}: невпізнаний код мови: mïŋ˧ maːŋ˧˨ʔ, хан ти 明命, букв. "яскрава прихильність Неба"; 25 травня 1791 — 20 січня 1841) — 2-й імператор династії Нгуєн в 1820—1841 роках. Намагався здійснювати економічні, військові та адміністративні реформи, при цьому продовжував політику ізоляціонізму. Храмове ім'я Нгуєн Тхань То.

## Життєпис

### Молоді роки
Походив зі знатного роду Нгуєн. Четвертий син князя Нгуєн Фук Аня та його другої дружини Чан Тхі Данг. Народився у 1791 році в провінції Зя Дінь, отримавши ім'я Фук Дам. У 1794 році його всиновила перша дружина батька Тонг Тхі Лан.
1802 року його батько став імператором держави В'єтнам, а Фук Дам став головним претендентом на отримання звання спадкоємця трону, оскільки його старший брат принц Фук Кань помер 1801 року. 1814 року померла його названа мати і батько наказав йому організувати її поховання замість свого онука Фук Мі Зионга, сина принца Фук Каня. Цим було посилено позиції Фук Дама за право наслідувати владу. Втім лише 1816 року він отримав офіційно цей статус. З цього часу став активно брати участь у прийнятті державних рішень.

### Володарювання

#### Стосунки з Європою та США
1820 року після смерті Зя Лонга успадкував трон, прийнявши девіз Мінь Манг («Яскрава прихильність Неба»). Спочатку основні зусилля спрямував на впровадження політики ізоляціонізму від Заходу, боротьбою проти католицьких місіонерів й захист узбережжя від піратів. Він продовжував і посилював ізоляціоністську та консервативну конфуціанську політику попередника.
Водночас розумів технічну перевагу французьких та британських військових. Тому намагався краще озброїти своє військо. У 1820 році від його імені мандарини намагалися придбати в капітана американського корабля Д. Вайта артилерію, вогнепальну зброю, обмундирування та книги. Проте угода не відбулася.
У 1821 році відхилив спеціальну торгівельну угоду, запропоновану Французьким королівством. Того ж року Мінь Манг відхилив спроби представників Британської Ост-Індійської компанії налагодити постійні торгівельні відносини.
У 1825, 1826, 1827, 1829 і 1831 роках Мінь Манг відмовився приймати французьких посланців або відхиляв пропозиції про укладання мирних договорів. Так само невдалими були спроби США у 1832 і 1836 роках встановити дипломатичні відносини із В'єтнамом.
З початком Першої опіумної війни Мінь Манг став намагатися покращити стосунки з Великою Британією та Францією, куди 1840 року відправив 2 посланців з 2 перекладачами. Втім через вплив папи римського Григорія XVI, невдоволеного переслідуванням місіонерів, французький король Луї-Філіпп I відмовився укладати якісь договори. Також посольство немало успіху при британському уряді.

#### Стосунки з сусідами
Намагався дотримуватися усіх попередніх міжнародних угод, що на думку Мінь Манга забезпечувало мир із сусідами. Тому 1824 року відхилив пропозицію бірманського володаря Баджідо щодо спільних дій проти Сіаму. Причиною цього також було те, що Бірма ворогувала з великою Британією, а Мінь Манг не бажав давати останній приводу втручатися у справи своєї держави.
1831 року почалася війна з Сіамом за вплив на Камбоджу. 1832 року після смерті Ле Ван Зуєта бойові дії поширилися на південь В'єтнаму. За цих обставин того ж року Мінь Манг наказав остаточно ліквідувати залишки самостійності чампського князівства Пандуранга, приєднавши її до власне В'єтнаму.

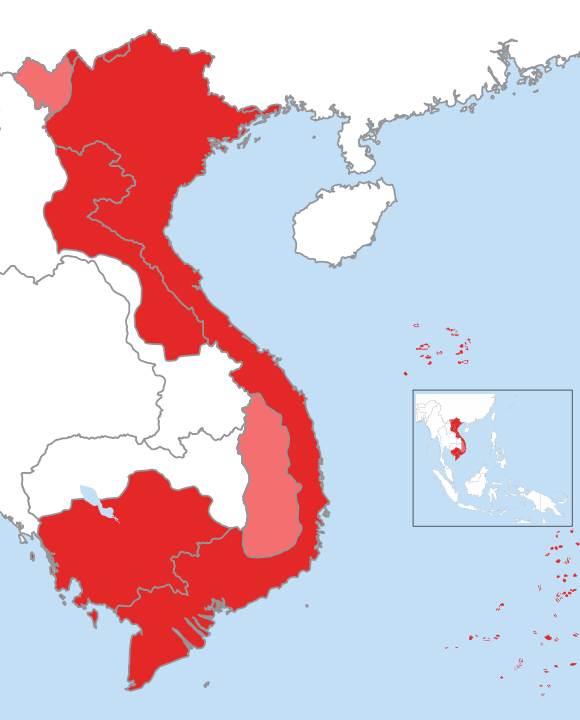
Володіння Нгуєнів за часів імператора Мінь Манга

1833 року почалося повстання сина Ле Ван Зуєта — Ле Ван Кхоя, якого підтримав сіамський уряд. Боротьба з останнім тривала до його смерті у 1834 році. Водночас вдалося завдати поразки сіамському війську, відновивши на троні Камбоджі свого васала Анг Чана II. Але лише 1835 року вдалося захопити Сайгонську цитадель, де перебували прихильники роду Ле. Разом з тим у період з 1833 до 1838 року за наказом імператора 7 християнських місіонерів були засуджені до смертної кари, яких було звинувачено в допомозі повстанцям Ле. За це у Франції отримав прізвисько «Аннамський Нерон». У 1838 році Камбоджа стала частиною В'єтнаму під назвою округ Чентей.

#### Боротьба з піратами
Значну увагу приділяв охороні узбережжя країни від китайських піратів. 1830 року наказав відправити військові судна для захисту північних прибережних провінцій. 1831 року наказав провести огляд усім бухт морського узбережжя. 1834 року наказав роздати зброю населенню прибережних міст та поселень для організації самооборони від піратів. 1836 року наказав регулярно патрулювати прибережні води для захисту торгівельних суден й портів.
1837 року наказав посилити флот на півдні для захисту від яванських піратів. В період його правління було придбано (переважно у голландців) і частково побудовано 11 пароплавів, що стали першими, побудовані в країнах неєвропейської культури. Загалом не вдалося подолати проблему піратських атак на в'єтнамські судна та узбережжя.

#### Внутрішня політика
Протягом 1820-х років посилювався конфлікт з Ле Ван Зуєтом, впливовим намісником півдня держави, який підтримував розширення китайських громад в південних провінціях. Разом з тим проводив активну політику із заборони поширення опіуму, стосовно чого 1824 року видав свій наказ. 1832 році після викриття вживання опіуму членом родини, Мінь Манг зробив більш жорстокими покарання за продаж та вживання опіуму.
У 1825 році заборонив місіонерам в'їжджати до В'єтнаму. Французькі судна, що входили до в'єтнамських портів, наказувалося обшукувати з особливою ретельністю. До 1833 року адміністративно оформив статус архіпелагу Хоангша, який було включено до провінції Куангнгай.
Водночас імператор здійснював активні заходи з економічного зміцнення держави. Тривало активне будівництво доріг, розбудовано було поштову службу, зводилися державні рисосховища, проведено грошову та аграрну реформи. Мінь Манг час від часу перерозподіляв землю і забороняв інші продажі землі, щоб запобігти заможним селян збільшити свої частки, тим самим збільшуючи кількість безземельних та голоти. У 1840 році було постановлено, що багаті землевласники повинні повернути громадам 1/3 своїх володінь. Проте пропозиції деяких мандаринів щодо розвитку рудництва та лісового господарства імператор відкинув.
Також активно реформував бюрократичний апарат. Для його покращення впровадив визначення 3 рівнів ефективності в 3-річних іспитах на набір мандаринів. 1839 року замінив в якості платні для чиновників надання маєтностей впровадженням для них грошових зарплат й пенсій. Того ж року змінив назву держави на Дайнам. Помер у 1841 році. Йому спадкував син Тхієу Чі

## Родина
Мав 142 дітей від 43 дружин. На честь чоловічої сили імператора у В'єтнамі випускається горілка під назвою «Мінь Манг».